# Illuminandi
Illuminandi – polska grupa muzyczna wykonująca gothic metal o chrześcijańskim przesłaniu.
Zespół powstał w 1998 roku w Dębicy. Muzyka Illuminandi to płynne połączenie muzyki metalowej z wiolonczelą i skrzypcami. W roku 2005 zespół stał się głównym tematem jednej z odsłon programu telewizyjnego Raj, emitowanego przez TVP. Zespół brał udział w wielu festiwalach w Europie.

## Dyskografia
- Demo I (2001, demo)
- Demo II (2002, demo)
- Koncert (2003, album koncertowy)
- The Beginning... (2005, kompilacja, Bombworks Records)
- Tenebras Meas Illumina (EP, 2006, Bombworks Records)
- In Via (2010, Ars Mundi)